# 가사 (의학)
가사(假死, suspended animation)는 질병이나 중독 등으로 인해 생리적 기능이 극도로 저하되어 생명 활동이 최소로 제한된 상황을 가리키며, 이 경우 심장의 박동, 혈액순환, 호흡 등이 거의 감지되지 않아 죽은 것으로 보일 수 있다.
현대 의학에서는 장비를 통해 가사 상태와 실제 사망 상태를 구별할 수 있으나, 이러한 구별이 힘든 19세기 이전에는 가사 상태에서 생매장을 우려하는 일이 이따금씩 있었다. 이 때문에 사람이 사망한 지 24시간이 지나도록 안치해 놓는 시체 안치실이 생기게 되었다. 유명 인사들 중에도 자신이 가사 상태에서 생매장 당할 것을 우려하여 확실한 사망을 보장받고 싶어한 사람들이 있었다. 알프레드 노벨은 유언으로 자신의 동맥을 절단하라고 했으며, 아서 슈니츨러 역시 사후에 자신의 심장을 칼로 찌를 것을 당부하였다.
가사 상태에서는 오랫동안 호흡과 혈액순환이 최소한의 상태가 되기 때문에 뇌, 척추 등의 산소결핍으로 인해 실제로 사망에 이르기도 한다. 하지만 가사 상태에서 다시 생명활동으로 복귀하는 일도 많다. 예로부터 무덤에서 살아오는 사람의 전설은 가사 상태에서 살아나는 것에서 유래된 이야기인 경우가 많다. 현대 의학에서는 치료를 통해 가사 상태를 다시 생명 상태로 복귀시키기도 한다.

## 같이 보기
- 인체냉동보존
- 수명 연장
- 겨울잠